# Carl Johansson (voetballer)
Carl Johansson (Blomstermåla, 17 juni 1998) is een Zweeds voetballer, die bij voorkeur speelt als aanvallende middenvelder. In de zomer van 2023 verruilde hij VVV-Venlo voor IFK Värnamo. Johansson is een neef van de voormalig Zweedse internationals Benno Magnusson en Roger Magnusson.

## Carrière
Johansson begon op zesjarige leeftijd met voetballen bij Blomstermåla IK. Toen hij veertien was, maakte hij de overstap naar Oskarshamns AIK. Johansson kwam namens de club twee keer in actie in de divisie 1 Södra in 2014. Het leverde hem in 2014 de titel Talent van het Jaar op bij Oskarshamns.
Het talent werd in januari 2015 opgepikt door Kalmar FF, dat Johansson in eerste instantie voor het beloftenelftal haalde. Met ingang van het seizoen 2016 maakt de inmiddels tot jeugdinternational uitgegroeide middenvelder deel uit van het eerste elftal. Tevens verlengde hij zijn contract tot 2018.
Op 6 april 2016 maakte Johansson zijn debuut in de hoofdmacht van Kalmar FF, tijdens de met 4-1 verloren uitwedstrijd bij regerend landskampioen IFK Norrköping. Zijn eerste doelpunt maakte Johansson vier dagen later, op 10 april, tijdens de met 3-2 gewonnen thuiswedstrijd tegen IF Elfsborg.
Johansson werd gedurende het seizoen 2018 door Kalmar FF verhuurd aan Östers IF. De tijdelijke verbintenis werd in 2019 omgezet in een meerjarig contract. Op 6 augustus 2021 tekende de aanvallende middenvelder bij VVV-Venlo een overeenkomst voor twee jaar met een optie voor een extra seizoen. Johansson was één van de tien spelers van wie VVV na afloop van het seizoen 2022/23 het contract niet verlengde. De transfervrije Zweed keerde vervolgens terug naar zijn geboorteland waar hij een contract tekende tot medio 2026 bij IFK Värnamo.

## Clubstatistieken
| 2014                                   | Oskarshamns AIK | Division I Södra | 2   | 0  | 0  | 0 | — | — | 2   | 0  |
| 2015                                   | Kalmar FF       | Allsvenskan      | 0   | 0  | 3  | 1 | — | — | 3   | 1  |
| 2016                                   | Kalmar FF       | Allsvenskan      | 12  | 1  | 1  | 0 | — | — | 13  | 1  |
| 2017                                   | Kalmar FF       | Allsvenskan      | 10  | 0  | 0  | 0 | — | — | 10  | 0  |
| 2018                                   | Östers IF       | Superettan       | 29  | 6  | 3  | 0 | — | — | 32  | 6  |
| 2019                                   | Östers IF       | Superettan       | 29  | 5  | 5  | 0 | 2 | 0 | 34  | 5  |
| 2020                                   | Östers IF       | Superettan       | 29  | 4  | 1  | 0 | — | — | 30  | 4  |
| 2021                                   | Östers IF       | Superettan       | 13  | 0  | 0  | 0 | — | — | 13  | 0  |
| 2021/22                                | VVV-Venlo       | Eerste divisie   | 30  | 2  | 0  | 0 | — | — | 30  | 2  |
| 2022/23                                | VVV-Venlo       | Eerste divisie   | 27  | 1  | 2  | 0 | 4 | 0 | 33  | 1  |
| 2023                                   | IFK Värnamo     | Allsvenskan      | 3   | 0  | 0  | 0 | — | — | 3   | 0  |
| 2024                                   | IFK Värnamo     | Allsvenskan      | 23  | 1  | 4  | 0 | 2 | 0 | 29  | 1  |
| 2025                                   | IFK Värnamo     | Allsvenskan      | 0   | 0  | 1  | 0 | — | — | 1   | 0  |
| Carrière totaal                        | Carrière totaal | Carrière totaal  | 207 | 20 | 20 | 1 | 8 | 0 | 235 | 21 |
| Bijgewerkt tot en met 26 december 2024 |                 |                  |     |    |    |   |   |   |     |    |